# Pierre Abattucci
 (mai 2020).
Si vous disposez d'ouvrages ou d'articles de référence ou si vous connaissez des sites web de qualité traitant du thème abordé ici, merci de compléter l'article en donnant les références utiles à sa vérifiabilité et en les liant à la section « Notes et références ».
Pour les articles homonymes, voir Abatucci.
Pierre-Jean Abattucci, né à Molenbeek-Saint-Jean le 20 mai 1871 et mort à Ixelles le 20 décembre 1942, est un artiste peintre néo-impressionniste, aquafortiste et lithographe belge de paysages proche du symbolisme.

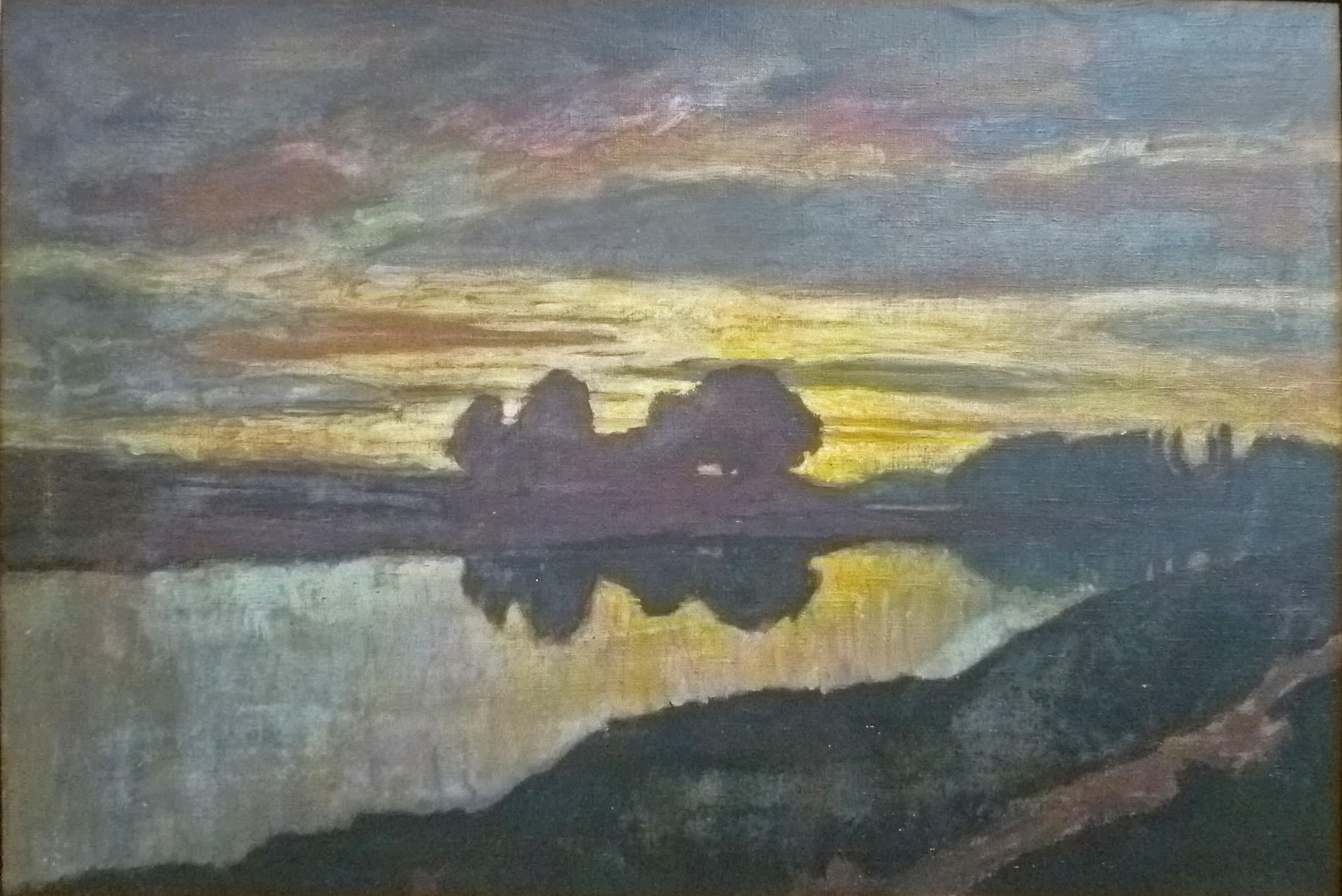
Paysage (1921)

## Biographie
Pierre Abattucci est né le 20 mai 1871 à Molenbeek-Saint-Jean,. Il est le fils de Jacques Abattucci, confiseur à Molenbeek-Saint-Jean, et de son épouse Pétronille Senders. Il épouse à Molenbeek-Saint-Jean en 1902 Catherine Louise De Mesmaeker (1885 - 1956).
Le nom s'écrit généralement Abattucci, avec deux "t" mais l'on trouve parfois aussi la graphie Abatucci avec un seul "t". Son acte de naissance est écrit avec un seul "b" et deux "t".
Il fit ses études artistiques à l'École des Arts Décoratifs de Molenbeek-Saint-Jean et ensuite de 1892 à 1897 à l'Académie royale des Beaux-Arts de Bruxelles, où il fut élève de Jean-François Portaels et de Joseph Stallaert. Il fut ensuite nommé professeur de dessin à l'École des Arts décoratifs, là même où il avait commencé son parcours artistique, et fit ensuite un long voyage en Italie. 
Pierre Abattucci fit ses débuts en tant qu'artiste dans un Salon du cercle L'Art Libre et fut durant toute sa vie régulièrement exposant aux Salons bruxellois de la Société royale des Beaux-Arts et du Cercle Artistique et Littéraire.
Il fit des expositions individuelles au Cercle qui était situé dans le Vauxhall (Bruxelles), rue de la Loi, en 1921 et en 1935. En 1912 il y exposait déjà en collaboration avec Emile Jacques. En 1924 il y exposa conjointement avec Eric Wansart, Pros De Wit, Jenny Montigny et Henriette Bosché. En 1920 il exposait au Salon d'automne avec notamment Firmin Baes, Henri Binard, Louis Buisseret, Hubert Glansdorff et Gustave Max Stevens.
Il fut apprécié de la critique et notamment de Sander Pierron qui lui consacra, en 1912, un article louangeur publié dans le journal L'Indépendance belge, donnant également l'intitulé de ses plus belles réalisation. 
Il est mort à Ixelles en 1942, et il repose aux côtés de son épouse, au cimetière d'Ixelles.

## Œuvres
Outre les portraits, Pierre Abattucci avait une préférence pour les paysages et les coins pittoresques des vieilles villes. Ses paysages semblent toujours idéalisés et rêveurs. Il montre une attention particulière pour le rendu des atmosphères particulières des levers du jour ou couchers du soleil. Abattucci aimait également les paysages de Venise et Saint-Raphaël.
Un aperçu de ses œuvres (avec mention de l'année ou de l'exposition) :
- Château abandonné - 1901
- Portrait du critique Sander Pierron - 1901
- Lune au mois de mai près d'une chapelle - 1902
- Une matinée en juin - 1906
- En soirée - 1906
- Prairie au soleil - Salon de 1907 - Bruxelles
- Etang au matin - Salon 1907 - Bruxelles
- Grand nuage en soirée - Salon 1907 - Bruxelles
- Clairière dans la forêt - Salon 1907 - Bruxelles
- Ruelle de Bruxelles - Salon 1907 - Bruxelles
- Après-midi d'automne - Salon 1909 - Bruxelles
- Rivière à l'orée de la forêt au coucher du soleil - Salon 1909 - Bruxelles
- Eupatoire à feuilles de chanvre - Salon 1913 - Gand
- Temps couvert en fin de journée - Salon 1914 - Bruxelles
- Cour d'honneur du château de Rixensart - Salon 1914 - Spa
- Orée du bois à la tombée du jour - Salon 1914 - Spa
- Esméralda - Salon 1914 - Spa - pastel
- Parsifal sur Montsalvat - Salon 1914 - Spa
- Verger en fleurs - 1930 - Bruxelles

Pierre Abattucci était membre de la Société des aquafortistes Belges et publia des gravures dans les albums édités par cette association. Il réalisa également des ex-libris, entre autres une pour Sander Pierron.

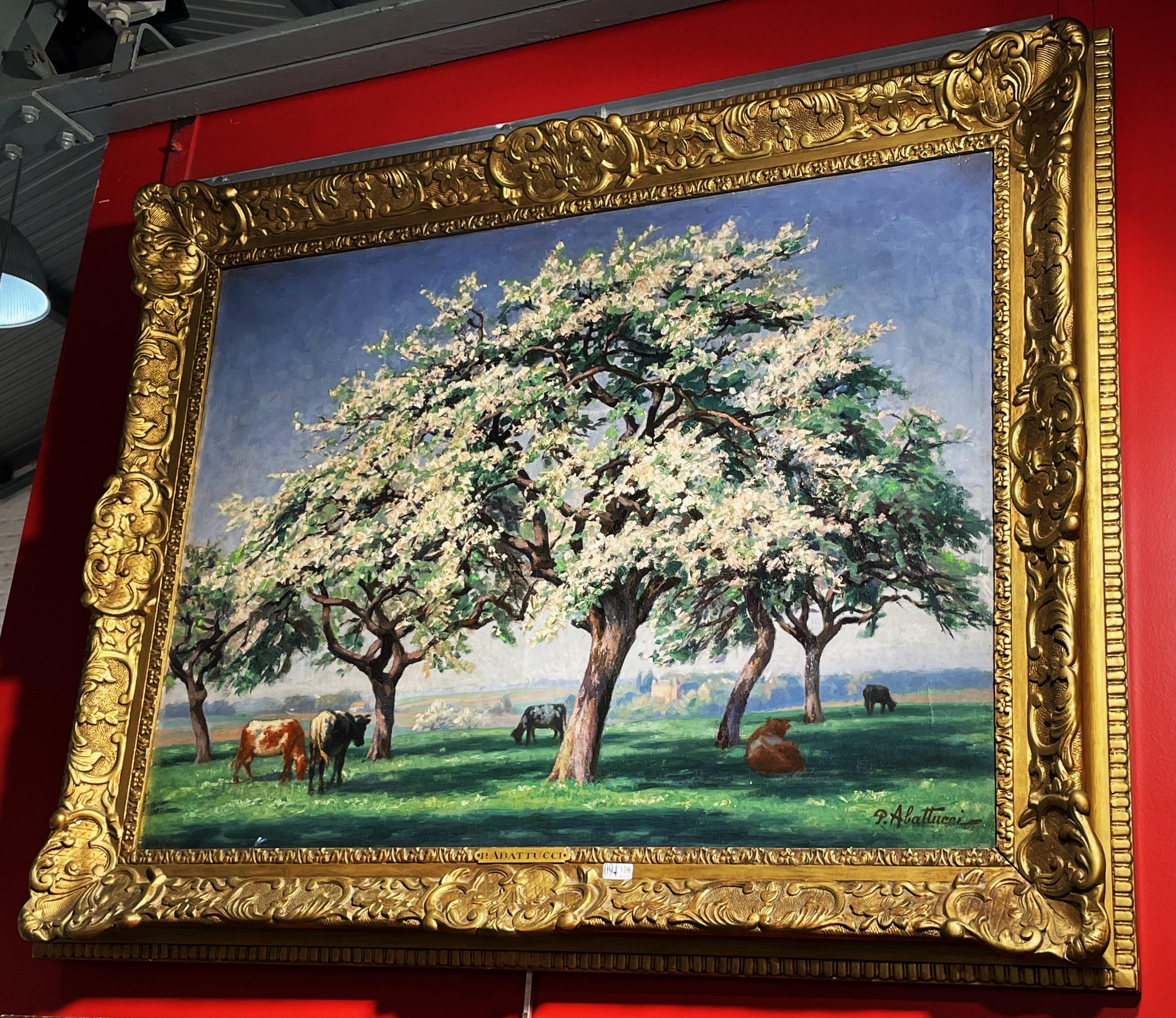
Verger en fleurs -1930

## Musées et collections publiques
- Collections de l'État Belge
- Bruxelles, Collection royale
- Bruxelles, Musée Charlier : Vue sur Rapallo
- Ixelles, Musée communal : Soirée au bord de la rivière
- Mons, Musée des Beaux-Arts : Fin de journée à Sorrento
- Ostende, Kunstmuseum aan Zee : lithographie La plaine